# Municipio de Kickapoo (Kansas)
El municipio de Kickapoo (en inglés: Kickapoo Township) es un municipio ubicado en el condado de Leavenworth en el estado estadounidense de Kansas. En el año 2010 tenía una población de 1770 habitantes y una densidad poblacional de 15,09 personas por km².

## Geografía
El municipio de Kickapoo se encuentra ubicado en las coordenadas 39°22′3″N 95°0′23″O / 39.36750, -95.00639. Según la Oficina del Censo de los Estados Unidos, el municipio tiene una superficie total de 117.32 km², de la cual 114.25 km² corresponden a tierra firme y (2.61%) 3.06 km² es agua.

## Demografía
Según el censo de 2010, había 1770 personas residiendo en el municipio de Kickapoo. La densidad de población era de 15,09 hab./km². De los 1770 habitantes, el municipio de Kickapoo estaba compuesto por el 95.82% blancos, el 0.68% eran afroamericanos, el 1.13% eran amerindios, el 0.06% eran asiáticos, el 0.06% eran isleños del Pacífico, el 0.23% eran de otras razas y el 2.03% pertenecían a dos o más razas. Del total de la población el 1.47% eran hispanos o latinos de cualquier raza.